# Дьогтянець (притока Вишеньки)
Дьогтянець — притока Вишні, є не великою річкою в м. Вінниця, довжиною 2,8 км. Але приблизно 0,3 км знаходиться під землею у трубах. Вона бере свій початок з штучного озера Миру біля Хмельницького шосе, а впадає в Вишню біля храму Стрітення Господнього на вул. Пирогова. 

### Значення річки
Річка не має дуже сильного значення в буденному житті міста, але раніше згадане озеро Миру яке було відреставроване пару років тому, приваблює Вінничан і до сьогодні. 

### Параметри річки
Дана річка не глибока приблизно 0,5 м, а її ширина 3 м.